# Grabado (microfabricación)

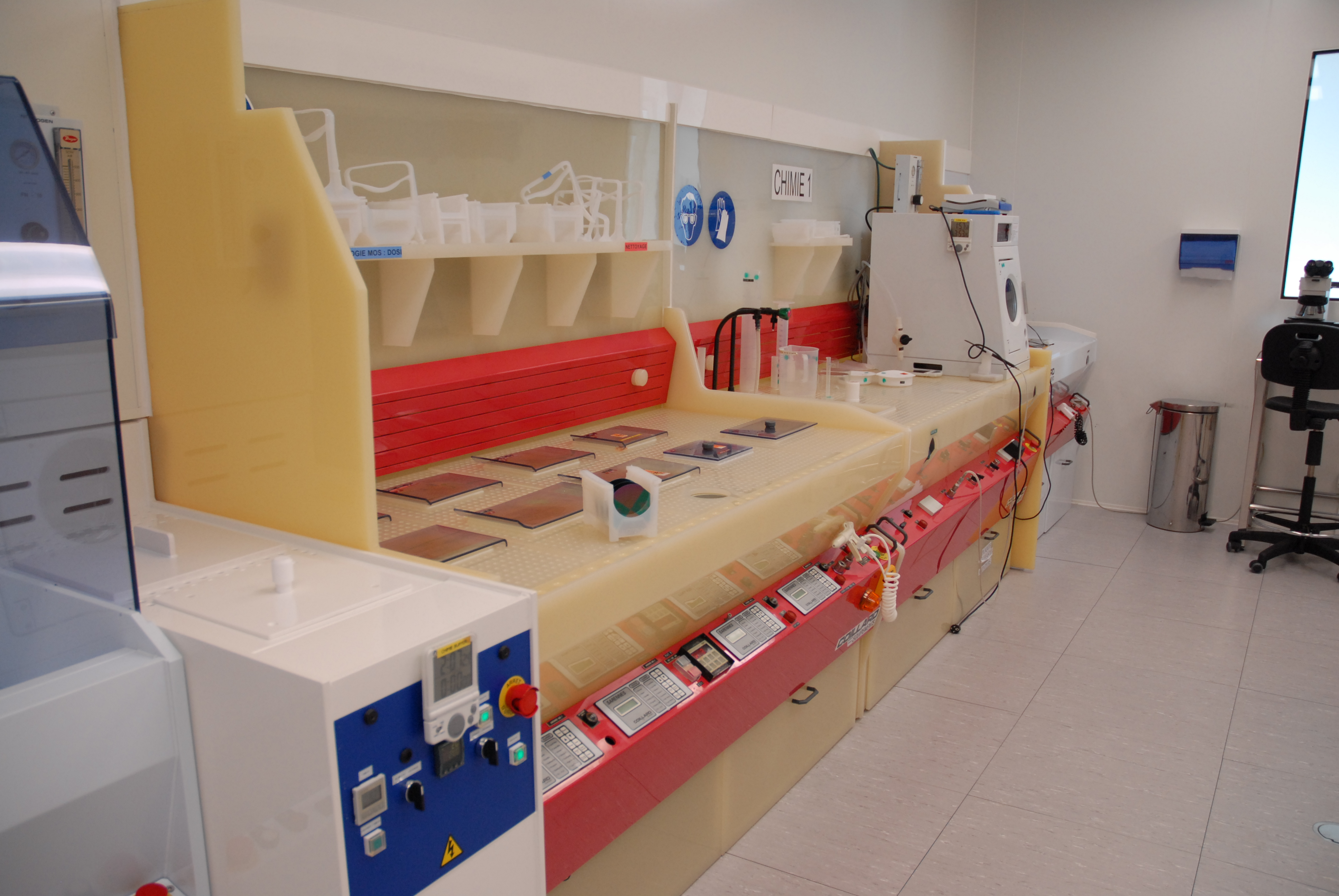
Tanques de grabado utilizados para realizar limpiezas con Piraña, ácido fluorhídrico o RCA en lotes de obleas de 4 pulgadas en las instalaciones tecnológicas de LAAS en Toulouse (Francia).

El grabado se utiliza en microfabricación para eliminar químicamente capas de la superficie de una oblea durante su fabricación. El grabado es un módulo de proceso de importancia crítica en la fabricación, y cada oblea se somete a muchos pasos de grabado antes de estar completa.
En muchos de estos pasos, parte de la oblea está protegida del agente grabador por un material de "enmascaramiento" que resiste el grabado. En algunos casos, el material de enmascaramiento es una fotorresistencia que se ha modelado mediante fotolitografía. Otras situaciones requieren una máscara más duradera, como el nitruro de silicio.

## Medios y tecnología de grabado
Los dos tipos fundamentales de agentes grabadores son los de fase líquida ("húmeda") y los de fase de plasma ("seca"). Cada uno de ellos existe en diversas variedades.
En los primeros procesos de grabado se utilizaban agentes de grabado en fase líquida ("húmeda"). En la actualidad, este proceso está en gran medida obsoleto, pero se utilizó hasta finales de la década de 1980, cuando fue sustituido por el grabado con plasma seco: 147  La oblea puede sumergirse en un baño de agente grabador, que debe agitarse para lograr un buen control del proceso. Por ejemplo, el ácido fluorhídrico tamponado (BHF) se utiliza habitualmente para grabar dióxido de silicio sobre un sustrato de silicio.

Grabado, animación simplificada de la acción del grabador sobre una lámina de cobre con máscara

Para caracterizar la superficie grabada se pueden utilizar distintos agentes grabadores especializados.
Si el grabado está destinado a crear una cavidad en un material, la profundidad de la cavidad puede controlarse aproximadamente utilizando el tiempo y la velocidad de grabado conocidos. Sin embargo, lo más frecuente es que el grabado deba eliminar por completo la capa superior de una estructura multicapa sin dañar las capas subyacentes o de enmascaramiento. La capacidad del sistema de grabado para hacerlo depende de la relación entre las velocidades de grabado de los dos materiales (selectividad).
Algunos grabados socavan la capa de enmascaramiento y forman cavidades con paredes laterales inclinadas. La distancia de socavado se denomina sesgo. Los agentes grabadores con un sesgo grande se denominan isótropos, porque erosionan el sustrato por igual en todas las direcciones. Los procesos modernos prefieren en gran medida los grabadores anisótropos porque producen características nítidas y bien controladas.
| Selectividad |  | Azul: capa que permanece - Un ataque poco selectivo elimina la capa superior pero también ataca el material subyacente. - Un grabado muy selectivo deja intacto el material subyacente.                      |
| Isotropía    |  | Rojo: capa de enmascaramiento; amarillo: capa a eliminar - Un grabado perfectamente isótropo produce paredes laterales redondas. - Un grabado perfectamente anisótropo produce paredes laterales verticales. |